# Arden Key
Arden Key (Atlanta, Georgia, 3 de mayo de 1996) es un jugador profesional estadounidense de fútbol americano que se desempeña en la posición de linebacker en Tennessee Titans, equipo de la National Football League (NFL).

## Carrera
Fue seleccionado en la tercera ronda en la Reunión Anual de Selección de Jugadores de la NFL de 2018. Hizo su debut profesional con el equipo Las Vegas Raiders, en el cual jugó tres temporadas (2018-2021), después pasó a San Francisco 49ers (2021-2022), luego a Jacksonville Jaguars (2022-2023), posteriormente a Tennessee Titans, donde lleva jugando dos temporadas.